# Requejo y Corús
Requejo y Corús es una localidad del municipio leonés de Villagatón, en la comunidad autónoma de Castilla y León. Está formada por los barrios de Requejo y Corús. 
La iglesia está dedicada a santa Eulalia, mientras que la ermita de Corús está dedicada a San Juan y a San Martín, patronos del pueblo. Está situada en un enclave rodeado de castaños. Corús tiene también una fuente situada en el centro del pueblo.

## Localidades limítrofes
Confina con las siguientes localidades:
- Al norte con Los Barrios de Nistoso.
- Al este con Culebros.
- Al sureste con Porqueros.
- Al suroeste con Valbuena de la Encomienda.
- Al oeste con Villagatón.

## Demografía
Evolución de la población
| Gráfica de evolución demográfica de Requejo y Corús entre 2000 y 2017 |
|                                                                       |
| Población de derecho (2000-2017) según el padrón municipal del INE    |

## Historia
Así se describe a Requejo y Corús en el tomo XIII del Diccionario geográfico-estadístico-histórico de España y sus posesiones de Ultramar, obra impulsada por Pascual Madoz a mediados del siglo XIX:

Lugar en la provincia de León (7 leguas), partido judicial y diócesis de Astorga (3 ½), audiencia territorial y capitanía general de Valladolid (24); es cabeza del ayuntamiento de su mismo nombre, a que se hallan agregados los pueblos de Valbuena, Brañuelas, Culebros, Manzaneda y la Silva, Montealegre, Nistoso y sus barrios, Ucedo y Villagatón. Situado en una ladera; su clima es frío; sus enfermedades más comunes algunos dolores de costado y pulmonías. Tiene 160 casas, inclusas las del barrio de Corús; escuela de primeras letras, frecuentada por 20 niños; iglesia parroquial (Santa Eulalia) matriz de Culebros, servida por un cura de primer ascenso y presentación de 3 voces legas y un coadjutor; una ermita (San José) de buena arquitectura, y una fuente de buenas aguas. Confina con Nistoso y sus barrios, el anejo, Balbuena y Villagatón. El terreno es de mala calidad. Los caminos son locales; recibe la correspondencia de Astorga. Producciones: centeno, patatas y pastos; cría ganado lanar y cabrío de mala clase, y caza de perdices. Población de todo el ayuntamiento, 180 vecinos, 810 almas. Capital productivo: 1.276.307 reales. Imponible: 71.120 reales. Contribución: 11.281 reales 7 maravedíes.
Diccionario geográfico-estadístico-histórico de España y sus posesiones de Ultramar